# 베른 독일어
베른 독일어(표준 독일어: Berndeutsch, Bärndütsch)는 스위스 베른주의 스위스고원(미텔란트) 부분과 일부 인접 지역에서 사용되는 고지대 알레만 독일어의 방언이다. 베른 독일어의 한 형태는 미국 인디애나주 애덤스의 옛 방계 아미시 계열의 스위스 아미시가 주로 인디애나주에 있는 미국의 다른 정착지에서 사용된다.

## 변이
베른 독일어 방언에는 많은 지역적 차이가 있다. 그러나 베른 광역 지대의 중요성이 증가하면서 베른의 변이이 확산되어 오래된 마을 방언이 평준화되었다.
20세기 후반까지 베른시에는 상당한 범위의 사회학자들이 있었는데, 여기에서 4개의 다른 그룹을 구별할 수 있었다.
- 상류사회의 귀족 베르네제 게르만. 그것은 l-vocalization이나 nd-velarization이 없으며, alveolar trill을 사용하지 않고 French uvular trill을 사용하며 다른 변이어보다 더 많은 프랑스어 차용어를 사용한다.
- 토착 도시 인구의 변이
- 도시로 이주한 시골 사람들의 변이
- 마테넨글리쉬 (마테-잉글리쉬)로 알려진 마테라는 구시가지의 일부에 살고 있는 다양한 – 일반적으로 가난한 – 사람들은 영어와 거의 관련이 없지만, 예니셰어, 로트웰시(주로 집시 집단) 및 이디시어에서 많은 차용을 했다. 그 외에도 일부 사람들에 따르면 적절한 마텐겐글리쉬인 특별한 종류의 피그 라틴이 있었다.

## 음운
- Zyt [tsit] '시간', Lüt [lyt] '사람', lut [ lut] 'loud' 등의 많은 고모음 단축 Lüüt [lyːt], luut [luːt] (표준 독일어 Zeit, Leute, laut ).
- l-발성, 예를 들어 Hauue [ˈhɑu̯wə] 'hall', Esu [ˈɛz̥u] 'donkey' 대신 Halle, Esel로 발음. 이로 인해 이중 및 삼중모음의 레퍼토리가 확장되었다.(예: euter [ˈɛu̯tər] 'older', Seeu [ˈz̥ɛːu̯] 'soul', Schueu [ˈʒ̊uə̯u̯] 'school').
- nd에서 ng로의 변형, 예를 들어 화 [ˈɑŋːərs] '다르다'(표준 독일어 anders 비교). -ng로 끝나는 많은 단어는 베른 독일어가 거의 중국어처럼 들리는 농담을 만들었다. Schang gang hei, d Ching wei Hung [ʒ̊ɑŋː ɡ̊ɑŋː hɛj kχiŋː ʋɛj hʊŋɡ̊] 'Schang(Jean) go home'
- 다른 서부 고원 알레만어 방언에서와 같이 Fleisch [v̥lɛi̯ʒ̊] 'flesh' 및 Oug [ɔu̯ɡ̊] 'eye'와 같은 단어는 /aɪ/ 및 /aʊ/ 가 아니라 이중모음 /ei/ 및 /ou/로 발음된다.

## 어용론
다른 서부 스위스 독일어 방언과 프랑스어에서와 같이 공손한 어투 형식은 독일어에서와 같이 3인칭 복수형이 아니라 2인칭 복수형이다.

## 문법
다른 스위스 독일어 방언과 마찬가지로 현대 표준 독일어와 달리 베른 독일어는 일반적으로 숫자 2와 3에서 원래의 문법적 성별 구분을 유지한다.
- zwee Manne (두 남자), 남성
- zwo Froue(두 여자), 여성
- zwöi Ching(두 자녀), 중성

... 그러나 숫자 3에는 두 단어만 있다:
- drei Manne u drei Fraue (세 남자와 세 여자)
- drü Ching (세 자녀) 중성

## 어휘
베른 독일어에 일반적으로 알려진 많은 어휘는 마테넨글리쉬에서 유래했다. (예: Gieu '소년', Modi '소녀'). 베른 독일어의 가장 잘 알려진 쉽볼렛은 단어 äuä 'no way' 또는 'probably', (j)ieu 'yes', geng (또는 ging, gäng ) '항상'이다. 베른 독일어는 일반적으로 독일 manchmal(때때로)을 mängisch라고 말한다. 문장 끝에 자주 사용되는 단어는 질문 태그인 "gäu"(2인칭 단수) 또는 "gäuet"(2인칭 복수, 공손한 형태)로 ‘그렇지 않습니까?’를 의미하지만 다른 스위스 독일어 방언은 ‘아니 뭣땜에’에와 같이 ‘순서’를 선호한다.

## 베른 독일어 문학
베른 독일어는 주로 구어이지만(쓰기에는 표준 독일어가 사용됨) 20세기 초로 거슬러 올라가는 비교적 광범위한 문헌이 있다.
베른 독일어 문법과 사전도 존재한다.